# Андрей Петров
 Тази статия е за българския революционер.  За руския композитор вижте Андрей Петров (композитор).  
Андрей Петров Блажев Расолковски или Росоколски , известен като Дядо Андрей или Яндре, е български хайдутин и революционер, прилепски войвода на Вътрешната македоно-одринска революционна организация.

## Биография
Дядо Андрей е роден в 1861 година в демирхисарското село Мало Църско, тогава в Османската империя. Учи се при местния поп. Става хайдутин и в 1885 година е в четата на Калеш Димко, а от 1887 година става самостоятелен войвода. Емигрира в Румъния на печалба, след което се прибира в родния край и подпомага четата на Дуко Тасев. Повторно заминава за Румъния и след завръщането си се присъединява към ВМОРО и в 1900 година е четник при Мирче Ацев, а по-късно при Йордан Пиперката. Зимата на 1900 година се прехврърля в Костурско в четата на Марко Лерински. От 1901 година е самостоятелен войвода в Прилепско. В началото на 1903 година се присъединява към четата на Парашкев Цветков. Четата заминава за Битолско, за да се подготви за предстоящото въстание. На 7/20 май 1903 година четата от 20 души пристига в село Могила. На сутринта на 8/21 май са обградени от турски аскер като в престрелката загиват всички четници.